# KV64
KV64 (Kings' Valley 64) è la sigla che identifica una delle tombe della Valle dei Re in Egitto; risale alla XXII dinastia, ed era la tomba di Nehmes-Bastet, cantatrice presso il Tempio di Amon a Karnak.

## Storia
Scoperta nel gennaio 2011 nell’ambito del progetto Valle dei Re dell’Università di Basilea, iniziato nel 2009, è adiacente alla KV40 (scoperta nel 1899 da Victor Loret, ma sottoposta a scavi sistematici solo nell’ambito del medesimo progetto).
A causa degli scontri della Primavera araba, iniziati nello stesso periodo della scoperta, gli scavi vennero sospesi e la tomba sigillata con una porta in ferro. Provvisoriamente, in attesa della conferma ufficiale, alla tomba venne assegnata la catalogazione KV40b.
Nel gennaio 2012, la scoperta è stata attestata e ufficialmente annunciata dalle autorità egizie assegnando la catalogazione ufficiale di KV64.
Da non confondersi con “KV64” (normalmente indicata in articoli del settore tra virgolette) relativa ad una presunta individuazione di tomba, risalente al 2000, nell’ambito dell’Amarna Royal Tombs Project (ARTP), condotto da Nicholas Reeves. Scavi nell’area non consentirono il rinvenimento di alcuna sepoltura, trattandosi solo di un’anomalia del georadar utilizzato nelle ricerche.

## Architettura e ritrovamenti

### Campagna 2012
La tomba KV64 non recava tracce di intrusioni nel corso dei millenni ed è perciò da ritenersi intatta. Consiste di un pozzo verticale, profondo circa 3,5 m, largo 1,20 m x 0,95 m. Al fondo del pozzo si apre la camera funeraria (circa 4 m x 2,5 m x 2 m di altezza). Le pareti sono grezze e non lisciate né intonacate.
L’accesso alla camera funeraria, che era piena di detriti fino a circa un metro di altezza, era precluso da un muro a secco dinanzi al quale era stato posto un vaso di fiori risalente alla XVIII dinastia il che fece supporre che la tomba fosse stata utilizzata almeno due volte.
All’interno, sopra lo strato di detriti, venne rinvenuto un sarcofago dipinto di nero (lungo 1,92 m e largo, alle spalle, 0,53 m), in legno di sicomoro, con disegni ed iscrizioni in giallo. Una stele in legno, e le stesse iscrizioni sul sarcofago, facevano riferimento alla cantatrice di Amon Nehmes-Bastet. Sulla stele, inoltre, la rappresentazione di Nehmes-Bastet in adorazione dinanzi a Ra-Horakhti.
La tipologia del sarcofago, della stele, nonché il metodo di fasciatura della mummia, consentirono di datare la sepoltura alla XXII dinastia. La mummia era adagiata direttamente nel sarcofago senza ulteriori contenitori.
Al di sotto dei detriti su cui poggiava il sarcofago, relativi alla XXII dinastia, vennero rinvenute tracce di almeno una precedente sepoltura risalente alla XVIII che, data anche la frammentarietà dei reperti, era stata oggetto di furti. Vennero repertati frammenti di tre vasi canopi e dei relativi coperchi in forma di testa umana, nonché pezzi di vasellame e frammenti di vetro e di pelle. Era incerto, all'epoca, se un frammento di legno, recante l’indicazione di una principessa connessa ad Amenhotep III, fosse pertinente a questa sepoltura o se fosse intrusivo nel periodo in cui la tomba restò aperta come dimostrano i detriti accumulatisi. Nello strato della XVIII dinastia, peraltro, vennero rinvenuti resti umani privi di bende in pessime condizioni, forse del primo titolare della KV64.

### Campagna 2013
Nel 2013 si è proceduto allo studio dei reperti, anche umani, rinvenuti nel 2012, nonché alla rilevazione mappatura della KV64 e al restauro di frammenti di tessuto.
Venne accertato che la tomba, così come la vicina KV31, non vennero mai invase da detriti alluvionali; ciò ha consentito una buona preservazione dei reperti organici (frammenti di sarcofago della XVIII e di mobilio, tessuti, vasi canopi, cartonnage, strisce di pelle, funi, resti di piante e fiori). Si appurò, così, che i tessuti rinvenuti provenivano da almeno dieci differenti laboratori di produzione.
Venne confermata la presenza di due sepolture di cui la prima risalente alla XVIII dinastia e la seconda alla XXII e si appurò che i reperti rinvenuti l’anno precedente relativi ad Amenhotep III erano stati portati all’interno della camera funeraria con i detriti che l’avevano riempita per circa metà della sua altezza.
Vennero eseguiti rilievi fotografici, la rilevazione degli ambienti, nonché la mappatura secondo metodologie già in uso per il Theban Mapping Project così da poterlo, in futuro, integrare.
La mummia di Nehmes-Bastet era fortemente aderente al fondo del sarcofago a causa delle resine utilizzate; si convenne, perciò, di non rimuoverla per sottoporla a futuri accertamenti diagnostici di rito.

### Campagna 2014
Nel 2014, sono proseguite le attività di studio e di conservazione dei reperti organici, nonché la rilevazione tridimensionale della tomba.

### Campagna 2015
Esame dei resti di piante e fiori in collaborazione con l’Erbario dell’Università del Cairo.
Esame della mummia di Nehmes-Bastet ai raggi X, che ha rivelato una morte in età giovanile. Di mezza età e di sesso femminile, invece, i resti del corpo risalente alla XVIII dinastia.

### Annotazioni
1. ↑  Le tombe vennero classificate nel 1827, dalla numero 1 alla 22, da John Gardner Wilkinson in ordine geografico. Dalla n. 23 la numerazione segue l’ordine di scoperta.
2. ↑  Il progetto vede la collaborazione, oltre l’Università di Basilea, dell’Università Americana del Cairo –Dipartimento Egittologia- e dell’Università di Zurigo –Centro di medicina evolutiva: progetto mummie egizie-; prevede lo studio e l’analisi di varie tombe della Valle dei re: KV26, KV29, KV30, KV31, KV32, KV33, KV37, KV40, KV59, KV61 e la recentissima KV64.

### Fonti
1. 1 2   Copia archiviata, su aegyptologie.unibas.ch. URL consultato il 3 febbraio 2017 (archiviato dall'url originale il 14 gennaio 2017).
2. ↑   Copia archiviata, su aegyptologie.unibas.ch. URL consultato il 19 febbraio 2017 (archiviato dall'url originale il 28 dicembre 2016).
3. ↑   Copia archiviata, su aegyptologie.unibas.ch. URL consultato il 19 febbraio 2017 (archiviato dall'url originale il 4 febbraio 2017).
4. ↑   Copia archiviata, su aegyptologie.unibas.ch. URL consultato il 19 febbraio 2017 (archiviato dall'url originale il 7 febbraio 2017).